# Actinidia grandiflora
Actinidia grandiflora är en tvåhjärtbladig växtart som beskrevs av Chou Fen g Liang. Actinidia grandiflora ingår i släktet aktinidiasläktet, och familjen Actinidiaceae. Inga underarter finns listade i Catalogue of Life.